# Astrotrichilia valiandra
Astrotrichilia valiandra là một loài thực vật có hoa trong họ Meliaceae. Loài này được J.-F.Leroy mô tả khoa học đầu tiên năm 1996.